# Airhub Airlines
Airhub Airlines ist eine Charter- und Frachtfluggesellschaft mit Sitz in Luqa und Basis am Flughafen Malta und eine Schwestergesellschaft der litauischen GetJet Airlines. Die Fluggesellschaft führt Charter- und Frachtflüge zu Zielen auf der ganzen Welt durch, mit eigenen, geleasten oder für andere Unternehmen betriebenen Flugzeugen. Der Fokus liegt auf ACMI-Leasing.

## Geschichte
Airhub Airlines wurde im November 2019 gegründet, das Luftverkehrsbetreiberzeugnis (AOC) am 13. Juli 2020 ausgestellt und am 25. August 2020 der Betrieb aufgenommen. Die Fluggesellschaft hat am 27. August 2020 auch ihr Foreign Air Carrier Permit (FACP) vom US-Verkehrsministerium (DOT) erhalten, das ihr erlaubt, Charterflüge von und nach den Vereinigten Staaten durchzuführen.

## Flotte
Die Flotte der Airhub Airlines besteht mit April 2025 aus zwei Flugzeugen mit einem Durchschnittsalter von 10,5 Jahren.
| Flugzeugtyp     | aktiv | bestellt | Anmerkungen                        | Sitzplätze (Business/Eco+/Eco) | Durchschnittsalter |
| --------------- | ----- | -------- | ---------------------------------- | ------------------------------ | ------------------ |
| Airbus A320-200 | 1     |          |                                    | 180 (-/-/180)                  | 14,8 Jahre         |
| Airbus A330-900 | 1     |          | betrieben für Air Senegal; inaktiv | 290 (32/21/237)                | 6,2 Jahre          |
| Gesamt          | 2     | -        |                                    |                                | 10,5 Jahre         |

### Ehemalige Flugzeugtypen
- Airbus A330-200
- Airbus A330-300
- Airbus A340-300